# 人民解放军 (缅甸)
人民解放军是缅甸的一个共产主义武装组织。隶属于緬甸共產黨。该组织成立于2021年，是缅甸共产党干部在缅甸军方发动政变推翻缅甸民选政府后建立的。

## 历史

### 前身
1948年至1989年，緬甸共產黨（CPB）主要在掸邦发动叛乱。成立之初，该党的武装力量名为人民解放军（PLA），与大约在同一时间成立的中国人民解放军同名。1950年9月，人民解放军与共产党人波泽亚指挥的缅甸革命军各军团合并，组建人民军。1989年缅甸人民军发生兵变，缅甸共产党领导人被迫流亡中国，人民军随即解散。緬甸民族民主同盟軍和佤邦联合军即分裂自缅甸人民军

### 2021年重建

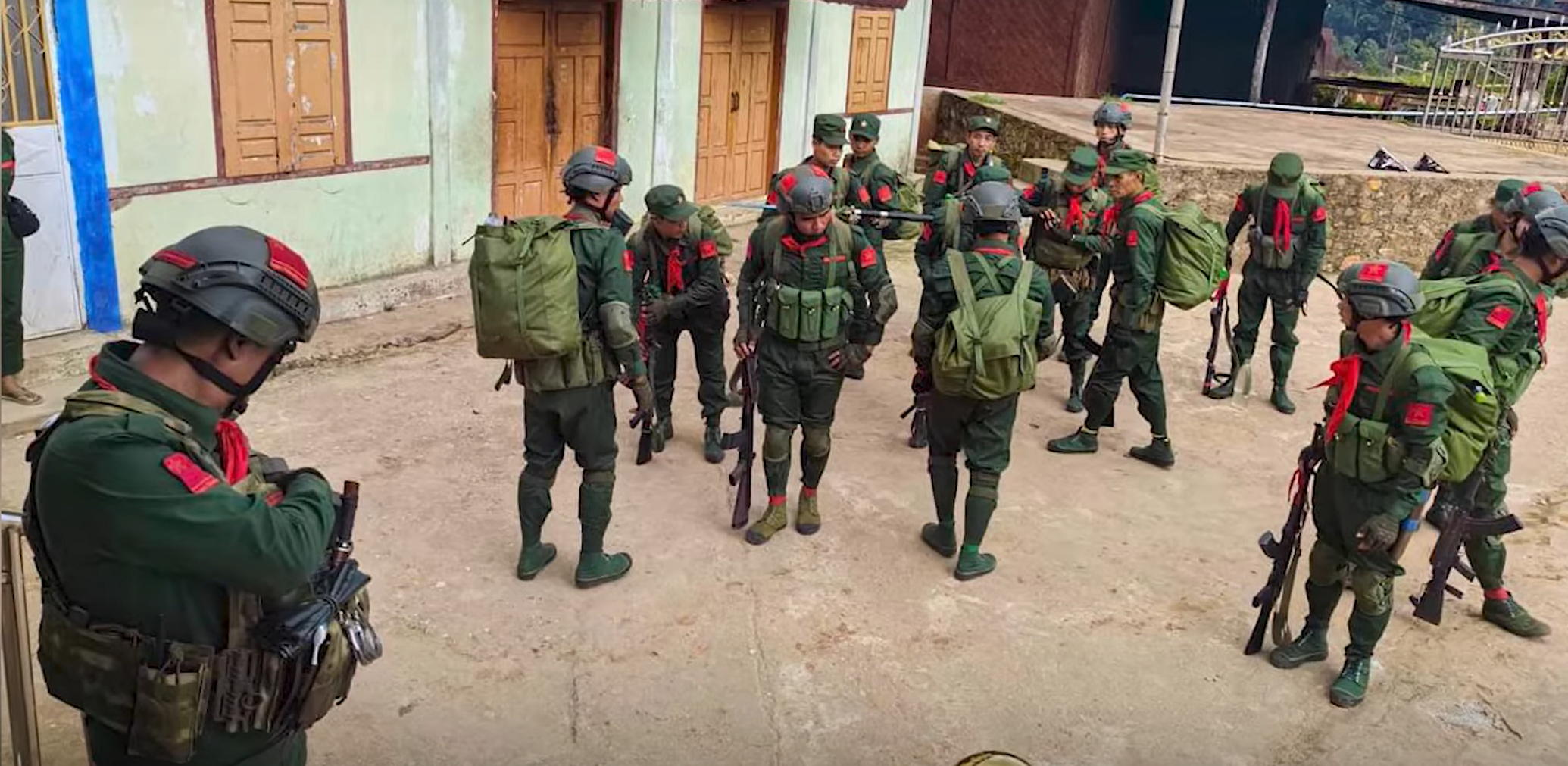
2024年的人民解放军部队

2021年2月1日，缅甸军方发动政变，罢黜了缅甸民选文职政府成员，并成立了名为國家管理委員會（SAC）的军政府。缅共（CPB）随后于同日发表声明，谴责政变，并呼吁建立反对军方的统一战线。
2021年3月，缅共干部经中国—缅甸边界重新进入缅甸。五个月后的2021年8月，缅共宣布重新武装，并成立了一个新的武装派别，与缅甸军政府进行人民战争。缅共选择以“人民解放军”命名，以示回归武装抵抗。克钦独立军（KIA）为人民解放军提供了初期的武器装备。
2023年，人民解放军声称其现役兵力为1000人。当时，人民解放军正在德林达依省与人民防衛軍并肩作战。
2024年7月至9月，人民解放军允许138头大象及其驯象师在其位于曼德勒附近的营地避难。这些驯象师是从军政府管理的伐木营地逃出来的，在那里，大象被用来在茂密的丛林中运送原木。人民解放军表示，在军政府被推翻之前，他们打算保护这些大象免受贩运者和缅军驯象师的侵害。
2025 年，缅共总书记尼尼觉在接受缅甸民主之声采访时表示，人民解放军重组的目的是“消灭法西斯主义和军事独裁统治，把所有缅甸人民从压迫中解放出来”。她指出，人民解放军在掸邦北部以及曼德勒省、实皆省、马圭省和德林达依省等多个地区作战。

## 意识形态
与其党组织一样，人民解放军坚持马克思列宁主义和毛泽东思想。人民解放军反对族群民族主义和分裂主义，主张缅甸应统一为联邦制国家，并为该国的少数民族保留自治区。